# Lambdina pultaria
Lambdina pultaria là một loài bướm đêm trong họ Geometridae.